# 梅阿莱
梅阿莱（法語：Méallet，法語發音：[mealɛ]）是法国康塔尔省的一个市镇，属于莫里亚克区。

## 地理
梅阿莱（45°15'19"N, 2°25'50"E）面积21.52 平方千米，位于法国奥弗涅-罗讷-阿尔卑斯大区康塔爾省，该省份为法国中南部省份，位于法國中央高原中心，北起科雷兹省、上盧瓦爾省和多姆山省，西接洛特省和科雷兹省，南至阿韦龙省和洛特省，东临上盧瓦爾省和洛泽尔省。
与梅阿莱接壤的市镇（或旧市镇、城区）包括：昂格拉尔德萨莱尔、奥泽尔、巴西尼亚克、雅莱拉克、穆萨日、索瓦、勒维让。

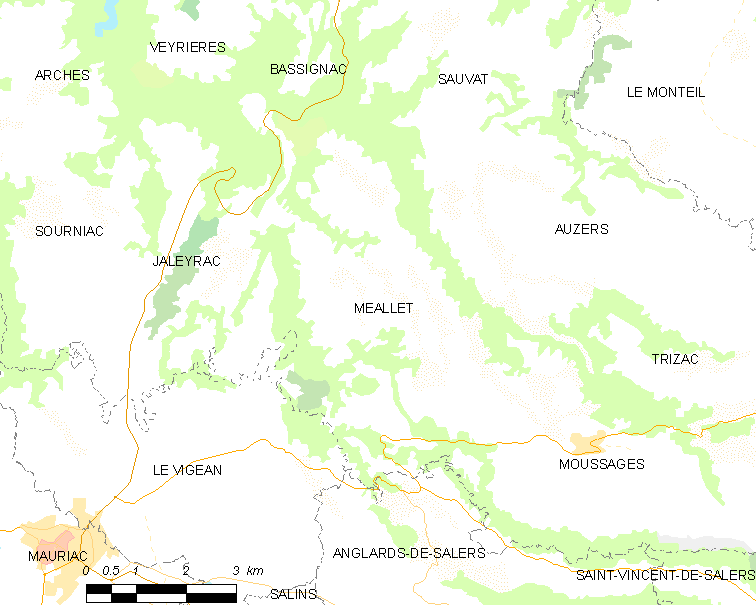
梅阿莱的OSM定位图

梅阿莱的时区为UTC+01:00、UTC+02:00（夏令时）。

## 行政
梅阿莱的邮政编码为15200，INSEE市镇编码为15123。

## 政治
梅阿莱所属的省级选区为里永埃斯蒙塔涅县。

## 人口

1962-2008年间梅阿莱人口变化图示

梅阿莱于2022年1月1日时的人口数量为154人。